# Mistrzostwa świata w bandy kobiet
Mistrzostwa świata w bandy kobiet (ang. Women's Bandy World Championship) – międzynarodowy turniej bandy organizowany przez Międzynarodową Federację Bandy (FIB) dla żeńskich reprezentacji narodowych. Pierwsze mistrzostwa odbyły się w dniach 18-22 lutego 2004 roku w fińskim Lappeenranta. Rozgrywki odbywają się regularnie co dwa lata. Szwecja, Rosja, Finlandia, Norwegia i USA zawsze uczestniczyły we wszystkich edycjach. Najwięcej tytułów mistrzowskich zdobyła reprezentacja Szwecji.

## Wyniki
| Rok  | Organizator              | T |           | Finał   | Finał     | Finał       |       | Mecz o 3 miejsce | Mecz o 3 miejsce | Mecz o 3 miejsce |  | Uwagi    |
| Rok  | Organizator              | T | Zwycięzca | Wynik   | Finalista | III miejsce | Wynik | IV miejsce       |                  |                  |  | Uwagi    |
| 2004 | Lappeenranta (Finlandia) | 1 |           | Szwecja | 7–0       | Rosja       |       | Finlandia        | 8–1              | Norwegia         |  | 5 drużyn |
| 2006 | Roseville (USA)          | 2 |           | Szwecja | 3–1       | Rosja       |       | Norwegia         | 2–1              | Finlandia        |  | 6 drużyn |
| 2007 | Budapest (Węgry)         | 3 |           | Szwecja | 3–2       | Rosja       |       | Norwegia         | 4–3 (po karn.)   | Kanada           |  | 7 drużyn |
| 2008 | Borlänge (Szwecja)       | 4 |           | Szwecja | 5–2       | Rosja       |       | Finlandia        | 5–3              | Norwegia         |  | 7 drużyn |
| 2010 | Drammen (Norwegia)       | 5 |           | Szwecja | 3–2       | Rosja       |       | Norwegia         | 3–2              | Kanada           |  | 6 drużyn |
| 2012 | Irkuck (Rosja)           | 6 |           | Szwecja | 5–3       | Rosja       |       | Finlandia        | 4–1              | Kanada           |  | 6 drużyn |
| 2014 | Lappeenranta (Finlandia) | 1 |           | Rosja   | 3–1       | Szwecja     |       | Finlandia        | 3–2              | Norwegia         |  | 6 drużyn |
| 2016 | Roseville (USA)          | 7 |           | Szwecja | 1–0       | Rosja       |       | Norwegia         | 3–2              | Kanada           |  | 7 drużyn |
| 2018 | Chengde (Chiny)          | 8 |           | Szwecja | 1–0       | Rosja       |       | Norwegia         | 5–2              | Finlandia        |  | 8 drużyn |

## Klasyfikacja medalowa
W dotychczasowej historii Mistrzostw świata na podium oficjalnie stawało w sumie 4 drużyn. Liderem klasyfikacji jest Szwecja, która zdobyła złote medale mistrzostw 8 razy.
Stan na grudzień 2018.
| Lp. | Reprezentacja | Miejsca na podium | Miejsca na podium | Miejsca na podium | Zwycięskie sezony |   |   |                                                |
| --- | ------------- | ----------------- | ----------------- | ----------------- | ----------------- | - | - | ---------------------------------------------- |
| Lp. | Reprezentacja | 1.                | Szwecja           | 8                 | Zwycięskie sezony | 1 | 0 | 2004, 2006, 2007, 2008, 2010, 2012, 2016, 2018 |
| 2.  | Rosja         | 2                 | 2                 | 2                 | 2014              |   |   |                                                |
| 3.  | Norwegia      | 0                 | 0                 | 5                 |                   |   |   |                                                |
| 4.  | Finlandia     | 0                 | 0                 | 4                 |                   |   |   |                                                |